# Cantó de Rosan
El cantó de Rosan és un cantó francès del departament dels Alts Alps, situat al districte de Gap. Té 9 municipis i el cap és Rosan.

## Municipis
- Bruis
- Chanossa
- Montjai
- Moidans
- Ribeiret
- Rosan
- Sant Andreu de Rosans
- Santa Maria
- Sorbiers

## Història
| Data d'elecció                           | Identitat      | Partit           | Qualitat |
| ---------------------------------------- | -------------- | ---------------- | -------- |
| 1961-1992                                | Raymond Hugues | SFIO, després PS |          |
| 1992-2004                                | Frédéric Pinet | UDF              |          |
| 2004-2011                                | Nicolas Rosin  | PS               |          |
| 2011-                                    | Gérard Tenoux  | Divers droite    |          |
| les dades anteriors no són pas conegudes |                |                  |          |
|                                          |                |                  |          |

| 1962 | 1968  | 1975  | 1982  | 1990  | 1999  | 2007  |
| ---- | ----- | ----- | ----- | ----- | ----- | ----- |
| 924  | 1.178 | 1.095 | 1.079 | 1.083 | 1.087 | 1.113 |